# SC Atlético
El Sport Clube Atlético es un equipo de la ciudad de Ribeira Brava en la isla São Nicolau, Cabo Verde, que juega en el campeonato caboverdiano de fútbol y en el campeonato regional de São Nicolau.
Su mejor resultado a nivel nacional fue en la temporada 2012 cuando terminó el campeonato invicto y quedó subcampeón del mismo. A nivel regional ha sido campeón seis veces.

## Palmarés
- Campeonato regional de São Nicolau: 6

1993-94, 1994-95, 1999-00, 2001-02, 2011-12, 2013-14 y 2015-16
- Copa São Nicolau: 1

2013
- Supercopa de São Nicolau: 2

2014, 2016
- Torneo de Apertura: 2

2001, 2015

## Jugadores y cuerpo técnico

### Plantilla y cuerpo técnico (2013-14)
Nota: Información obtenida de su página de Facebook